# Robert Charpentier
Robert Charpentier (ur. 4 kwietnia 1916 w Maule, zm. 29 października 1966 w Issy-les-Moulineaux) – francuski kolarz szosowy i torowy, trzykrotny mistrz olimpijski oraz szosowy wicemistrz świata.

## Kariera
Największe sukcesy w karierze Robert Charpentier osiągnął w 1936 roku, kiedy zdobył trzy złote medale podczas igrzysk olimpijskich w Berlinie. W indywidualnym wyścigu ze startu wspólnego zwyciężył, wyprzedzając swego rodaka Guya Lapébie oraz Ernsta Nievergelta ze Szwajcarii. W wyścigu drużynowym Francuzi w składzie: Robert Charpentier, Guy Lapébie i Robert Dorgebray także wywalczyli złoto, o nieco ponad 4 sekundy wyprzedzając ekipy Szwajcarii i Belgii. Charpentier wystartował również na torze w drużynowym wyścigu na dochodzenie wspólnie z Guyem Lapébie, Rogerem Le Nizerhym i Jeanem Goujonem, zdobywając swój trzeci złoty medal. Na rozgrywanych rok wcześniej szosowych mistrzostwach świata we Floreffe zdobył srebrny medal w wyścigu ze startu wspólnego amatorów, ulegając jedynie Włochowi Ivo Manciniemu. Startował w profesjonalnym peletonie w roku 1937 oraz w latach 1947–1951.